# بخشی از من
"بخشی از من" (به انگلیسی: Part of Me) نام یک ترانه از خواننده آمریکایی، کیتی پری از سومین آلبوم استودیویی وی، رؤیای نوجوانی است.
موزیک ویدئو این آهنگ در پایگاه پندلتن تفنگداران دریایی ایالات متحده آمریکا در اوشن ساید، کالیفرنیا فیلمبرداری شده است.